# Bailliage de Vôge
Ne doit pas être confondu avec Vôge.
XIVe siècle – 1790
Entités précédentes :
- Seigneurie de Mirecourt

Entités suivantes :
- District de Mirecourt

Le bailliage de Vôge ou bailliage de Mirecourt est, avec le bailliage d'Allemagne et le bailliage de Nancy, une des trois circonscriptions administratives du duché de Lorraine entre le XIVe siècle et juin 1751 ; après cette date, sa taille est grandement réduite. La France révolutionnaire le supprime en 1790 et le remplace par un district.

## Appellation
L'appellation de « Bailliage de Mirecourt » apparait au minimum dès 1694 ; celle de « Bailliage de Vôge » disparait avec l'édit de juin 1751 ; « Bailliage présidial de Mirecourt » fait son apparition en 1772.

## Histoire
Le bailliage est créé au milieu du XIVe siècle, à la suite de la cession, en 1284, de la ville de Mirecourt, par Isabelle, héritière des comtes de Toul, à Ferry III, duc de Lorraine.
L’édit de Stanislas du mois de juin 1751 resserre beaucoup les limites du bailliage de Mirecourt. Il devient présidial par un édit de Louis XV en juin 1772 ; les bailliages de Neufchâteau, Bourmont, Darney, Châté et Charmes y ressortissent pour les cas présidiaux.
Ce territoire est régi par la coutume générale de Lorraine et la mesure des grains est le resal de Nancy, celui-ci est divisé en quatre bichets de deux imaux ou demi-bichets chacun.

## Composition
Le bailliage de Vôge, dont le siège était Mirecourt, était originellement très étendu : il comprenait[Quand ?] les prévôtés de Châtenois, Mirecourt, Remoncourt, Dompaire, Valfroicourt, Darney, Bruyères, Arches et Charmes.
En 1594, il comprenait les prévôtés et châtellenies de Bruyères, Arches, Fontenoy, Terre de l'Allœud, Charmes, Mirecourt et Remoncourt, Dompaire et Valfroicourt, Darney et les Verreries, Châtenoy, Neufchâteau.
Du fait de la réforme de Stanislas Leszczynski en 1751, son importance est réduite : Darney, Bruyères, Charmes, Arches, et une partie de la prévôté de Châtenois deviennent des bailliages distincts ou sont rattachés à d'autres.

### En 1779
Communautés qui sont dans ce Bailliage à cette date :
- Mirecourt, ses faubourgs et dépendances
- Ambacourt
- Baudricourt, ci-devant St. Menge
- Bassompierre-sur-Vraine
- Bazoille, le Ménil-lès-Bazoilles et la maison seigneuriale de Ravenel
- Bethoncourt
- Biécourt
- Blemerey
- Boulaincourt
- Chauvecourt
- Chef-haut ou Chevaux
- Dombâle-en-Saintois
- Domêvre-sous-Montfort
- Domjulien
- Domvallier
- Étrennes
- Fresnel-la-grande
- Fresnel-la-petite
- Gemelaincourt
- Girecourt et Viéville-en-Saintois
- Gironcourt
- Giroviller
- Haréville
- Hymont
- Jevaincourt
- Lignéville
- Marainville
- Mattaincourt
- Mazirot
- Ménil-en-Saintois
- La Neuveville-sous-Montfort
- Œlleville
- Offroicourt
- Parey-sous-Montfort
- Pont-sur-Madon
- Poussay et l'abbaye de Poussay
- St. Prancher
- Puzieux
- Ramecourt
- Rapey ou Repel
- Remoncourt
- Remycourt
- Rouvre-en-Saintois
- Rozerotte et la cense de Bouzeval
- They-sous-Montfort et la cense de Maximois
- Thirocourt
- Totainville ou Toutainville
- Villers-devant-Mirecourt et Rabiémont
- Vittel et le château de la Malmaison
- Vivier-lès-Offroicourt
- Vroville

## Les baillis
Les baillis étaient les suivants :
| Identité                        | Période                 |
| ------------------------------- | ----------------------- |
| Andruyn de Ville                | 1357                    |
| Liébault de Montreuil           | 1362                    |
| Guyot ou Guy d'Haroué           | 1363-1371               |
| Gérard de Mirecourt             | 1375                    |
| Jean de Fléville                | 1390-1396               |
| Henri de Gerbéviller            | 1413                    |
| Henri de Barbas                 | 1419                    |
| Guillaume de Dommartin          | 1432                    |
| Le sieur de Warescheth          | 1433                    |
| Arnould de Ville                | 1435                    |
| Philippe de Lenoncourt          | 1441                    |
| Jacquet de Savigny              | 1450-1455               |
| Collignon de Ville              | 1462-1466               |
| Ferry de Savigny                | 1472                    |
| Antoine de Mohet                | 1472                    |
| Girard de Ligniville            | 1473                    |
| Henri de Ligniville             | 1489                    |
| Errard de Dommartin             | 1503 (confirmé en 1509) |
| Antoine de Ville                | 1521                    |
| François de Bassompierre        | 1540                    |
| Claude-Antoine de Bassompierre  | 1553                    |
| Jacques de Ligniville           | 1563                    |
| Claude de Reinach               | 1571                    |
| Jean-Philippe de Savigny        | 1589                    |
| African d'Haussonville          | 4 janvier 1592          |
| Jean d'Haussonville             | 12 mars 1592            |
| Jean de Marcossey               | 1597                    |
| Georges-African de Bassompierre | 1618                    |
| Anne-François de Bassompierre   | 1632                    |
| Nicolas de Gercy                | 1634                    |
| Eustache-Marie du Breuil        | 1641-1645               |
| Théophile de Campy              | 1645                    |
| Charles de La Mort              | 1651-1654               |
| René du Reygnier                | 1654                    |
| Charles-Louis de Bassompierre   | 1698                    |
| Etienne de Stainville           | 1700                    |
| François-Louis de Bassompierre  | 1713                    |
| Melchior de Ligniville          | 1714                    |
| Léopold-Marc de Ligniville      | 1720                    |
| Philippe-Joseph de Kinigl       | 1733                    |
| Le duc de Choiseul              | 1762                    |
| Le duc de Choiseul d'Amboise    | 1781-1786               |
| Léopold-Clément de Bassompierre | ????                    |